# Rudolf Březa
Rudolf Březa (5. dubna 1888 Podolí – 2. ledna 1955 Praha) byl český sochař a medailér.

## Život
Rudolf Březa pocházel z rodiny strojního dělníka Jakuba Březy v Podolí u Brna. Z obecné školy nastoupil do učení v brněnské kamenické firmě Johanna Eduarda Tomoly, kde pracoval po čtyři roky pod vedením vídeňského sochaře Bruno Lehmanna. Zároveň navštěvoval německou školu v Brně a poté absolvoval s vyznamenáním učňovský i mistrovský kurs C.k. průmyslové školy v Brně. Již v letech 1904-07 obdržel I. ceny na výstavách pořádaných živnostenstvem Markrabství moravského za své práce v kameni.
Roku 1907 se přihlásil na Uměleckoprůmyslovou školu v Praze, kde studoval u glyptika prof. Josefa Drahoňovského a tři roky ve figurální speciálce prof. Stanislava Suchardy. Jako nemajetný student pobíral sociální stipendium a v létě si přivydělával sochařskými zakázkami. Na školních zájezdech navštívil Drážďany, Berlín, Mnichov a Paříž a krátce pobyl v Paříži a Mnichově ještě soukromě, v letech 1912 a 1913. Na cestách si vedl podrobný deník, kam ukládal skici a popisky uměleckých děl. Studium zakončil roku 1913 a jako čerstvý absolvent vystavoval se Sdružením výtvarných umělců moravských.
Po absolvování školy pracoval na plastikách pro Český Brod a získal italské stipendium Turkovy nadace. Stipendium už nemohl využít a jeho pokus uniknout před válkou do Dánska, kde žil jeho bratranec, byl neúspěšný. Byl navrácen s policejní eskortou, zařazen do rakouské armády a poslán na frontu v Haliči a roku 1915 na italskou frontu, kde padl do zajetí. Přihlásil se do Československých legií, se kterými byl na konci války přesunut do Darney ve Francii. Roku 1919 se jako legionář zúčastnil bojů na Slovensku. Znal se osobně s Milanem Rastislavem Štefánikem a roku 1919 sejmul jeho posmrtnou masku. Od roku 1919 do roku 1922, kdy byl na vlastní žádost demobilizován, byl správcem výtvarných sbírek italské legie Památníku osvobození v Praze. Z jeho manželství (1918) s Marií Pejšovou se narodila dcera Jiřina (1920) a syn Michal (1922). Rodina od 30. let bydlela v Dejvicích, Na Míčance 1043 v domě navrženém architektem Čeňkem Vořechem.
Březa byl členem Spolku výtvarných umělců v Hodoníně a členem a později předsedou Klubu výtvarných umělců Aleš, v letech 1927-1928 členem Výtvarného odboru Umělecké Besedy. Roku 1928 byl zastoupen na významné Výstavě soudobé kultury v Brně.
Od roku 1939 byl místopředsedou Syndikátu výtvarných umělců a členem výtvarných porot. Za války konal užitečnou práci jako místopředseda XI. sekce Kulturní rady při národním souručenství a předseda pracovního výboru výstav Národ svým výtvarným umělcům. Výstavy i další charitativní akce sloužily především ke získání finančních prostředků pro umělce nebo děti z chudých rodin.
V poválečných letech byl umělecky činný do roku 1953, kdy vážně onemocněl. Rudolf Březa zemřel 2. ledna 1955 v Praze ve věku 66 let a je pohřben u kostela sv. Matěje v Šárce.
Galerie Rudolfa Březy byla zřízena v budově bývalého zámku v jeho rodné obci Podolí.

## Dílo

### Rané práce (do roku 1914)
Během studií se na zahraničních exkursích Rudolf Březa seznámil s renesančním a barokním sochařstvím ve Francii a Německu. Byl ovlivněn doznívající secesí (Reliéf pro Sokolský slet, 1912, Studie reliéfu pro pomník, 1914) a také robustními sochami Antoine Bourdella (nebo Jana Štursy), jak svědčí jeho portál domu na Vinohradech z roku 1913 nebo návrh medaile Za výchovu. Ze školních let pochází také jím navržený a dosud používaný prapor Sokola v obci Podolí (1911).

### Poválečná monumentální tvorba

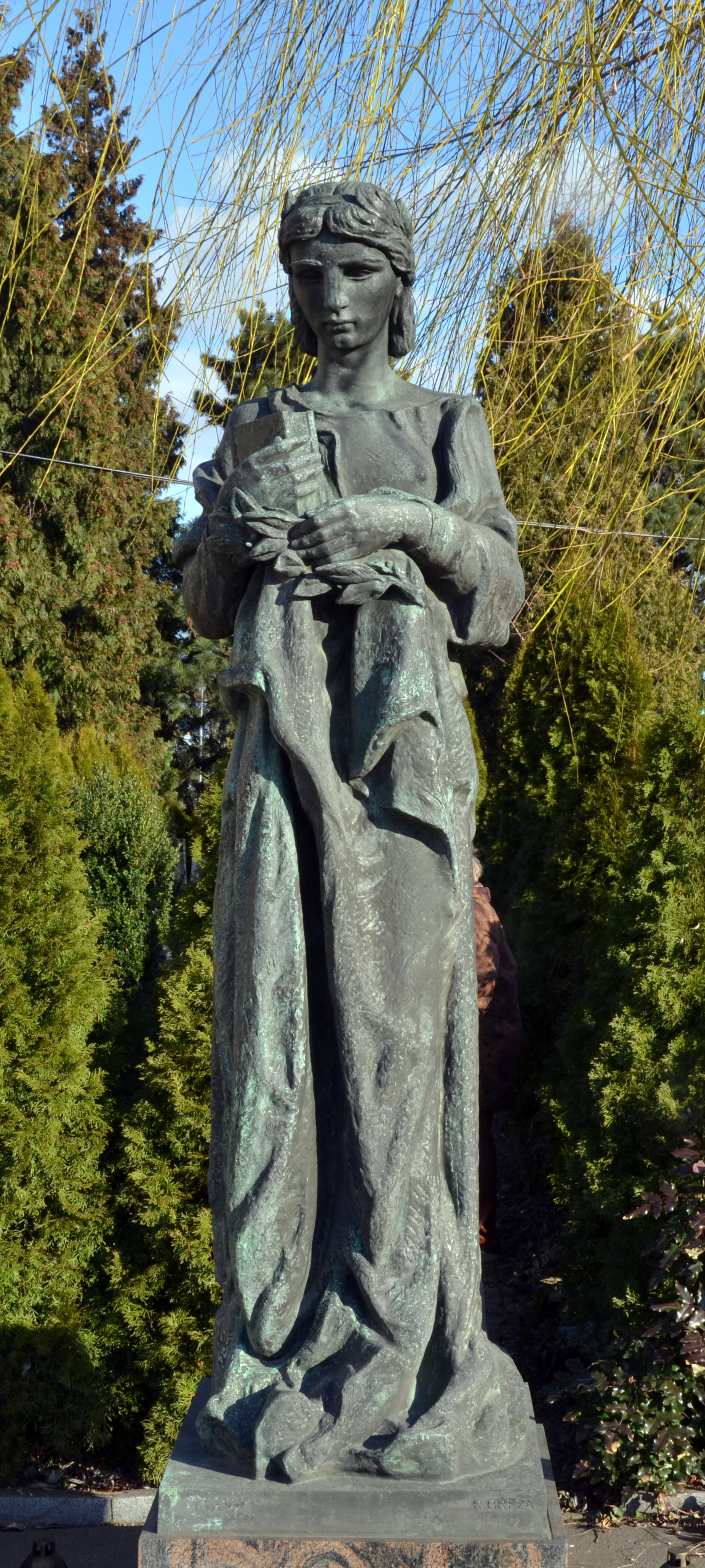
Rudolf Březa, Alegorie Literatury

Těžiště Březovy tvorby spadá do doby existence Československé republiky a období druhé světové války. Jeho sochy vycházejí z poválečného sociálního civilismu a pozdější vlny neoklasicismu a národního romantizujícího symbolismu.
V prvních letech po válce byl Březa autorem Pomníku padlým v rodném Podolí (1921), Pomníku Petra Cingra v Ostravě a spolu s architektem Bohuslavem Fuchsem získal zakázky na kamenné Pomníky padlých v Nových Zámcích na Slovensku (1922) a v Rousínově (1924). Jeho další Pomníky obětem 1. světové války jsou v Mnichově Hradišti, Praze-Vokovicích, Sadské (1926), Lysé nad Labem, Libochovicích.
Ve spolupráci s architektem Fuchsem vznikl i Pomník malíře Aloise Kalvody s motivem cyrilometodějského kříže ve Šlapanicích (1923). Podle Březova modelu byl v kamenické dílně Petr a Navrátil vytesán také Památník padlým za svobodu vlasti v Kyjově (1924).

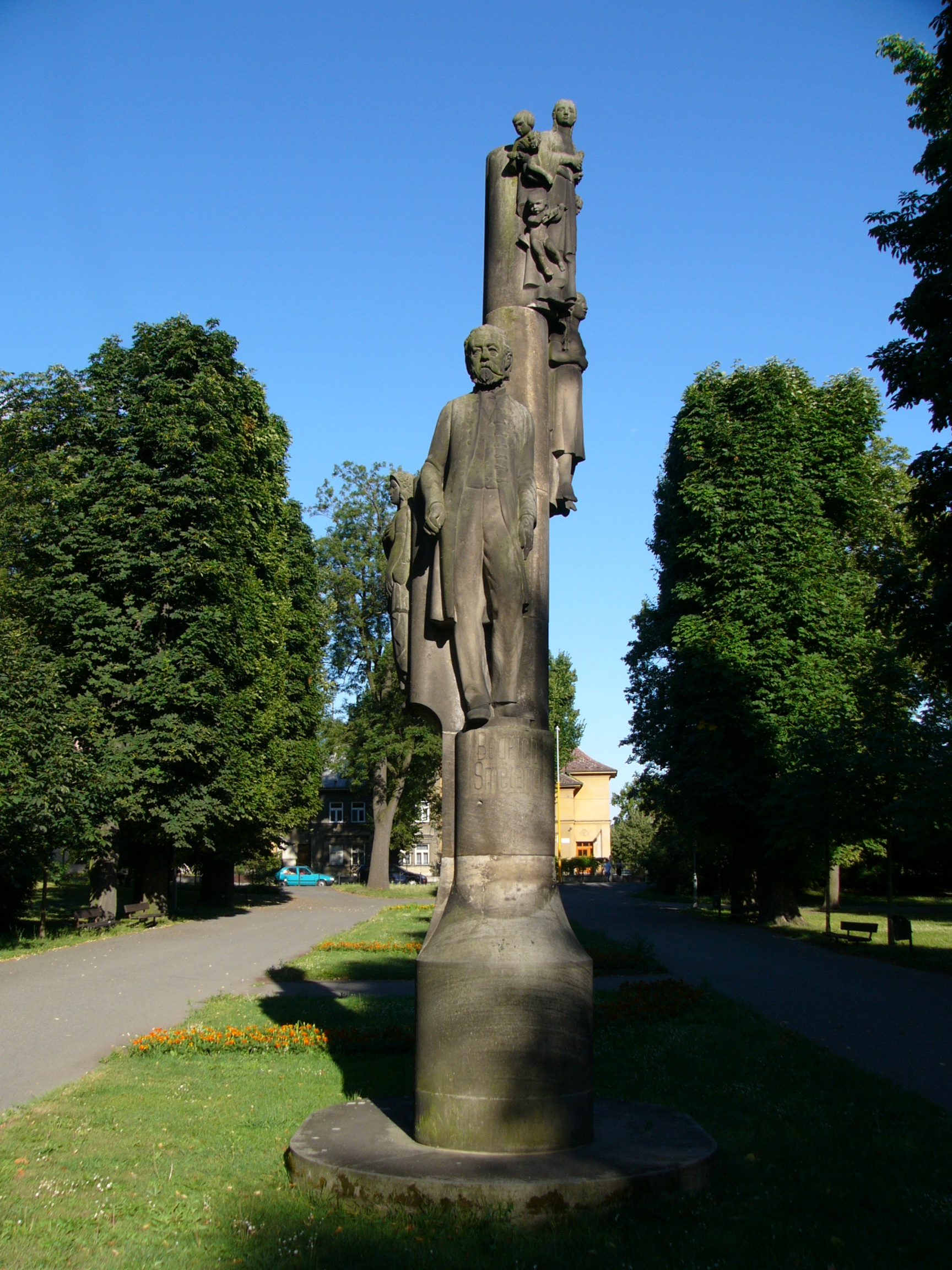
Pomník Bedřicha Smetany v Olomouci

V roce 1925 vyhrál Březa spolu s architektem Josefem Štěpánkem soutěž na Pomník Bedřicha Smetany v Olomouci, kde jsou mimo postavy skladatele znázorněny formou vysokého reliéfu alegorické skupiny figur ilustrující skladatelova díla. Přibližně ve stejné době obeslal i soutěž na Smetanův pomník v Praze.
Roku 1927 vytvořil Pomník Jána Rumanna na hřbitově v Košicích, sestávající z kamenného podstavce, bysty košického župana a bronzového reliéfu se sérií idealizovaných postav s národními motivy.
Roku 1928 obdržel třetí cenu v soutěži na sochu Jana Žižky z Trocnova na pražském Vítkově (první cena nebyla udělena, druhou získali Ladislav Beneš a Karel Dvořák). V letech 1927–1928 byl Březa autorem návrhů dekorativních balkónových výplní pro Novou radnici v Ostravě. Jeho celkem 20 alegorických postav znázorňujících různá povolání a odvětví hospodářství provedl brněnský sochař Josef Axmann.

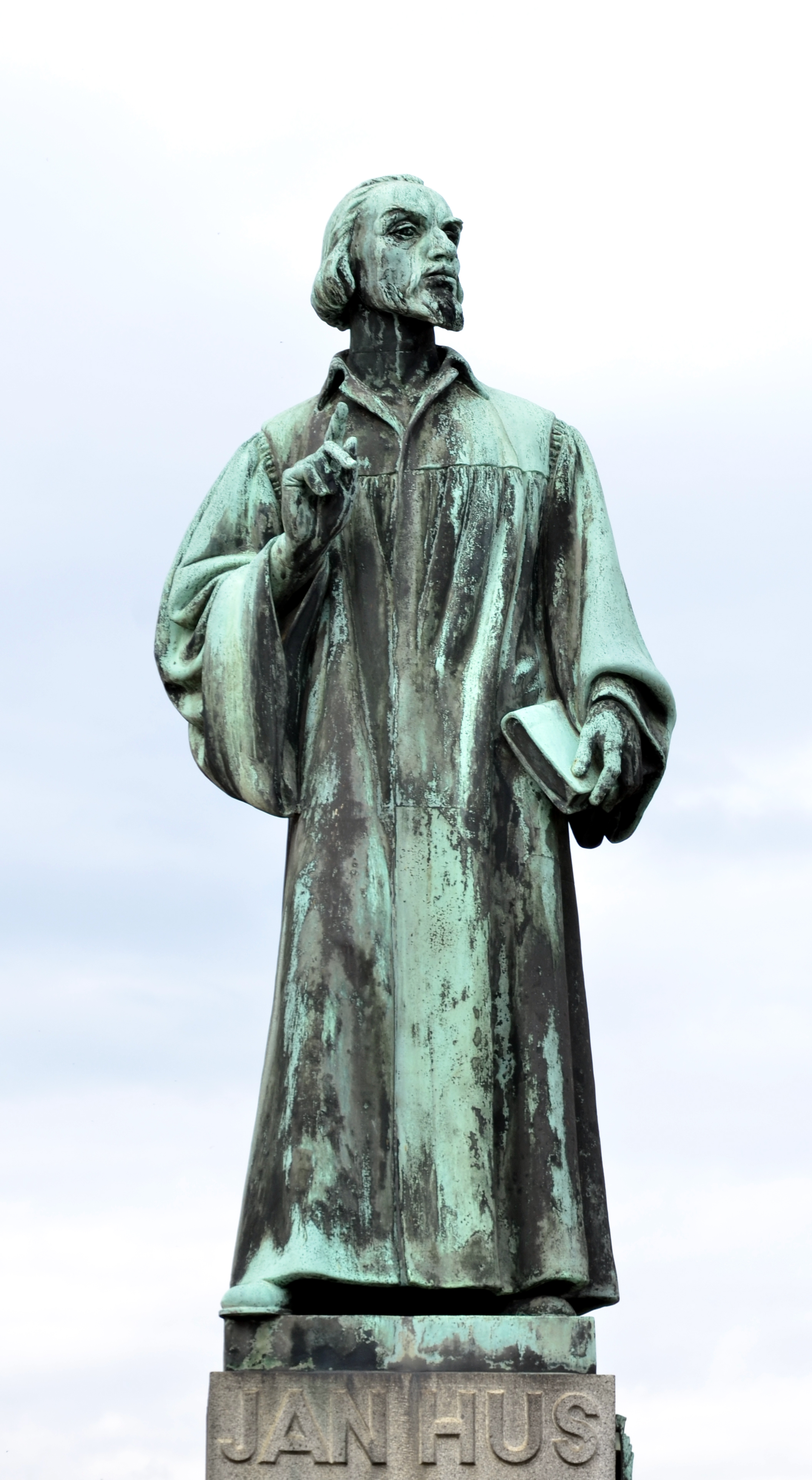
Rudolf Březa, Jan Hus, Roudnice nad Labem

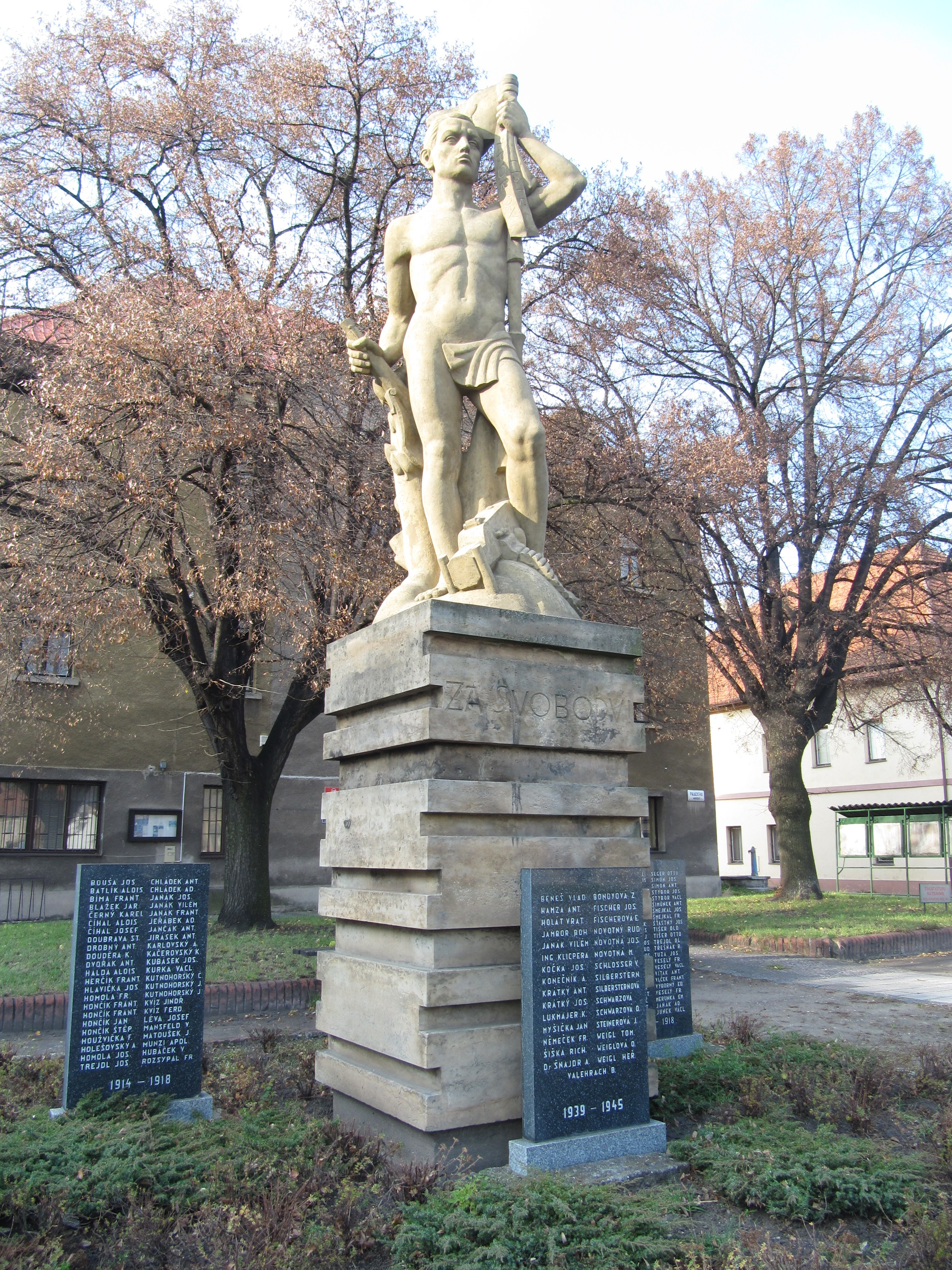
Rudolf Březa, Pomník obětem 1. světové války v Sadské

Roku 1928 vytvořil spolu s architektem Čeňkem Vořechem Pomník Jana Husa pro Roudnici nad Labem.
Na konci války vznikly sochy Koželuh (1943, v majetku MŠ) a funerální plastika Alegorie Literatury (1945) pro náhrobek nakladatele Šeby. Po válce se Březa zúčastnil dvěma návrhy soutěže na pomník pro Lidice (Výkřik Lidic, Utrpení v novém životu), ale jako autor soch T. G. Masaryka a prezidenta Háchy neměl po roce 1948 žádnou šanci získat veřejné zakázky.

### Komorní sochařská díla

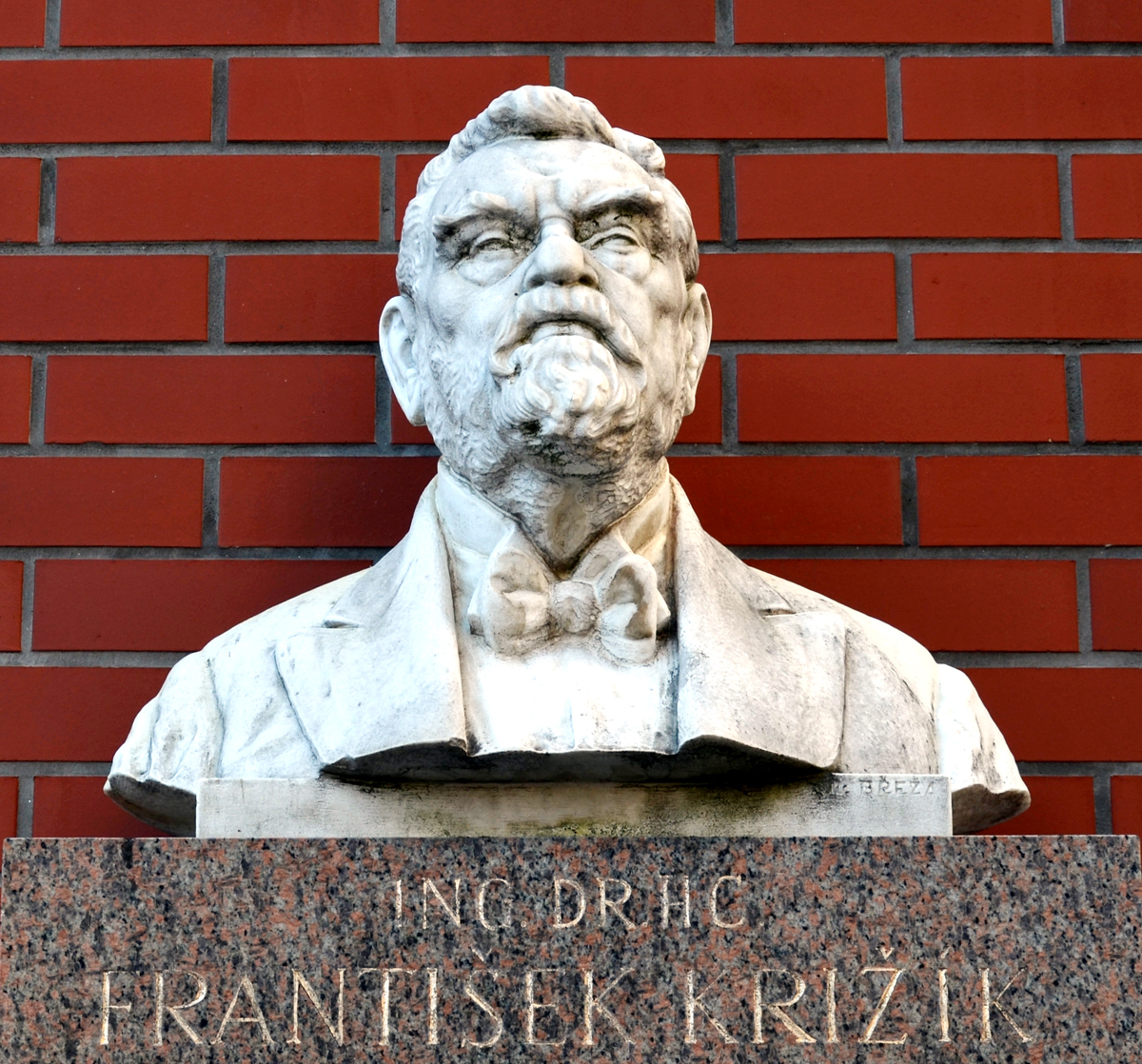
Rudolf Březa, busta Františka Křižíka, Praha

V meziválečné době vytvořil Rudolf Březa několik portrétních byst – Portrét slečny B.F. (1919), Komenský (1923, GVU Hodonín), Marie Alšová (1925, nyní MŠ), matka Josefa Březová (1932, mramor, nyní MŠ), František Křižík (1932, dnes PRE, Nitranská 1, Praha), Mikoláš Aleš (1932, multipl pro členy Klubu Aleš), prof. Otakar Ševčík (1934), které jsou spolu se sochou Alegorie hudby považovány za nejcennější součást jeho díla. Bysta Aloise Jiráska vznikla až roku 1948.
Některé komorní Březovy sochy, určené za války k prodeji a získání prostředků k podpoře chudých, jsou známy v kameni, dřevě, bronzu i v patinované sádře a jsou dokumentovány na fotografiích z výstav, kde byly poprvé představeny (Po koupeli, 1939, Alegorie Hudby, 1940, Na rodné hroudě, 1942, funerální plastika dítěte První kvítek, 1943).
Na objednávku prezidentské kanceláře vytvořil Březa portrét prezidenta Háchy v mramoru a bronzu (1943–1945).

### Reliéfy a medaile
Roku 1925 zhotovil Rudolf Březa pamětní desku T.G. Masaryka pro gymnázium na Komenského náměstí 6 v Brně. Ve 20. letech navrhl a provedl několik státních znaků pro veřejné budovy v Praze nebo pro Památník padlým v Hradci nad Moravicí (1929). 
Jeho reliéfní tvorba byla určena pro výzdobu fasád veřejných budov (štít Branického divadla, 1925, , Okresní hospodářské záložny v Sobotce, 1929,Spořitelny Roudnice nad Labem, 1930). Zúčastnil se soutěže na návrhy dekorací pro kolumbárium Církve českomoravské v Praze v roce 1942.

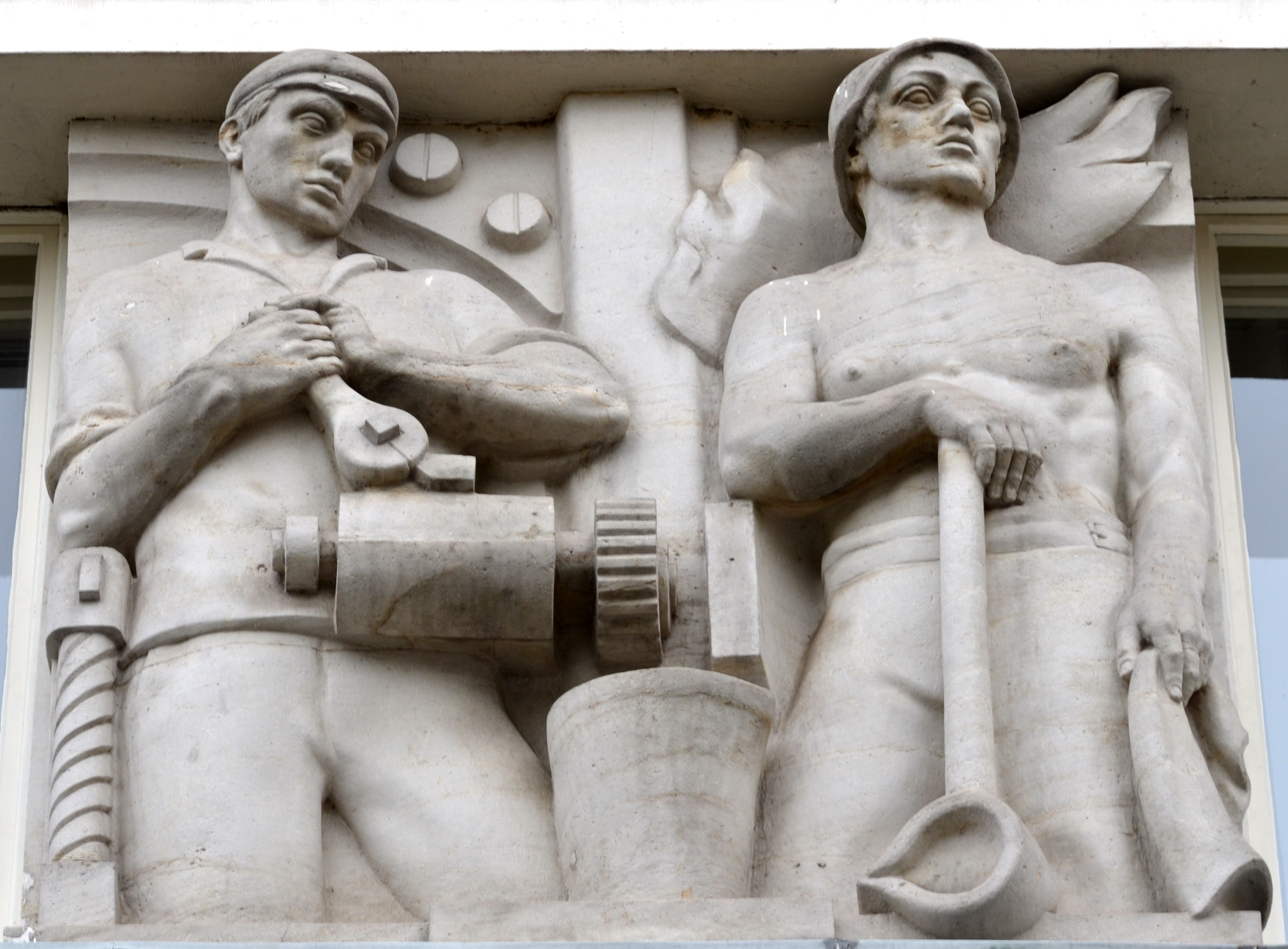
Rudolf Březa, Průmysl (1930), Spořitelna Roudnice nad Labem
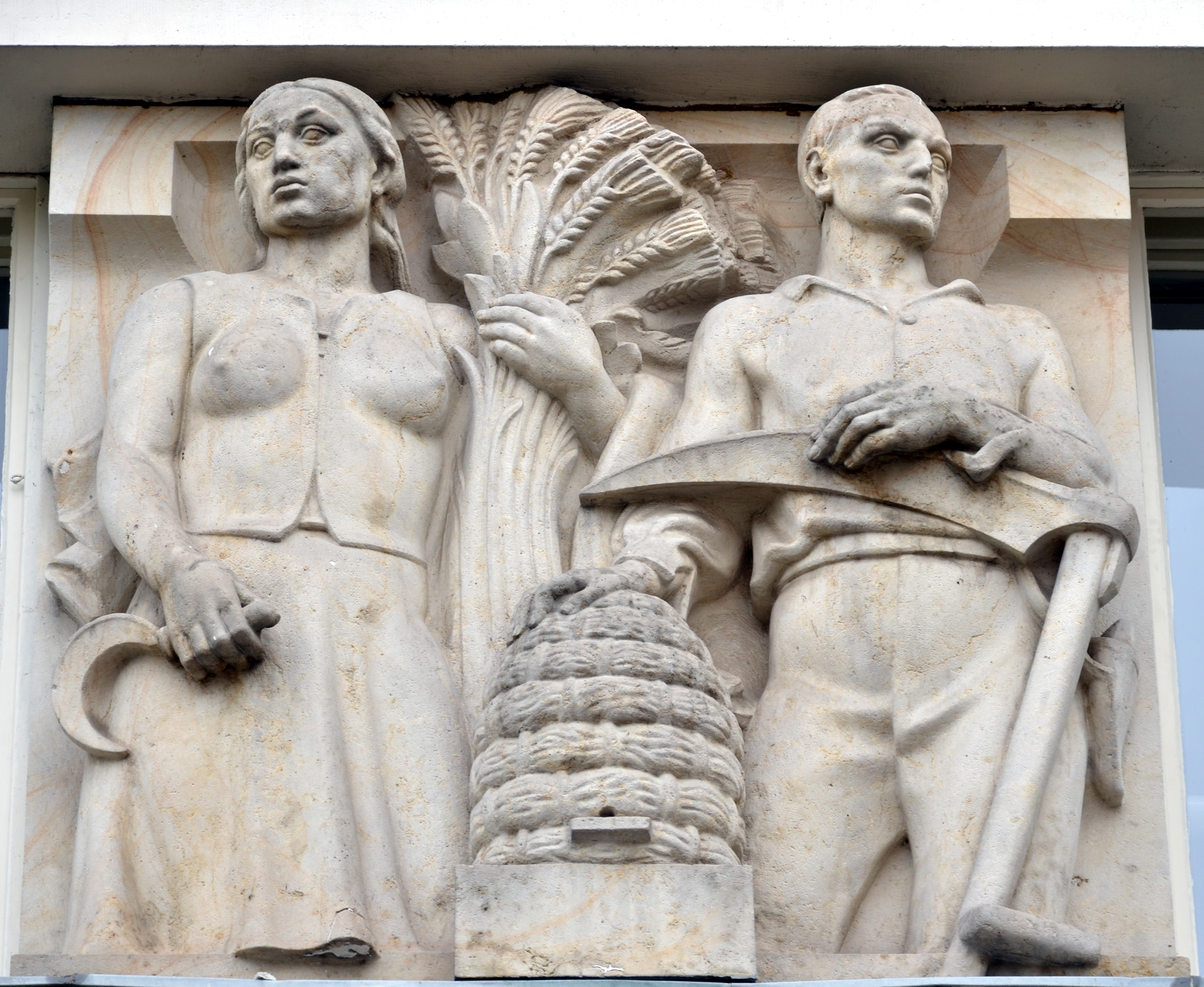
Rudolf Březa, Zemědělství (1930)
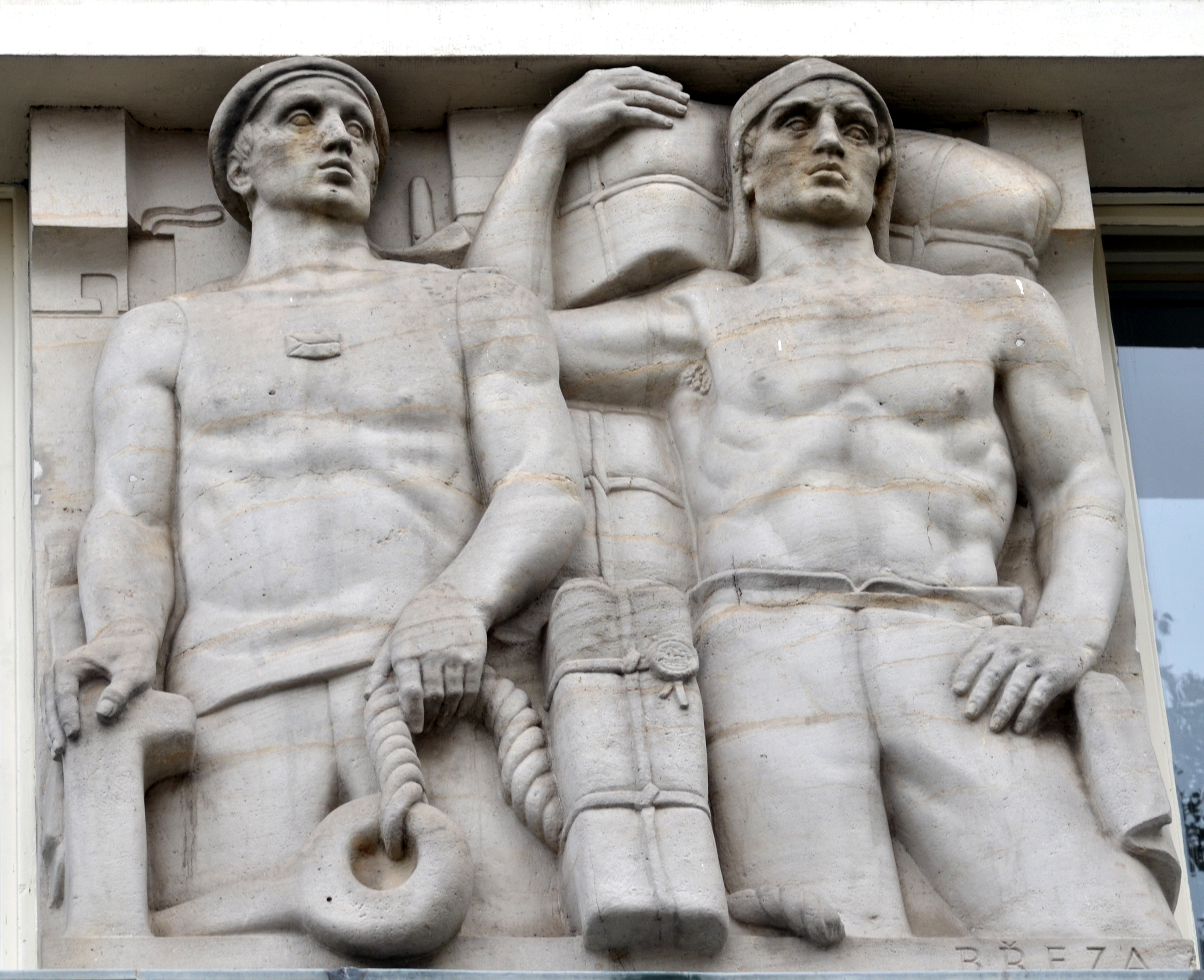
Rudolf Březa, Obchod (1930)

Ve 20. a 30. letech vytvořil oficiální znak Československých legií, řadu pamětních medailí vojenských pluků a mnoho návrhů cen pro sportovní kluby, Sokolskou jednotu nebo odznaků pro Československou obec legionářskou v Praze. Z roku 1935 je pamětní medaile Město Kroměříž ženijnímu pluku, z roku 1937 návrh Alegorie Slovanství. Během války se Březa věnoval i návrhům drobných reliéfů – např. propagační plakety ligy proti tuberkulóze. Roku 1947 vytvořil náhrobní reliéf na hrob svých rodičů a sourozenců a z roku 1950 pochází jeho autoportrét.
V roce 1934 usazen reliéf s duchem sokolského hnutí od Rudolfa Březy na starém hřbitovu v Dolním Slivnu u Mladé Boleslavi. Na místě uložení ostatků Tyršovy matky z 30. letech 19. století. Od roku 2008 přenesený reliéf z Dolního Slivna je na fasádě Tyršova domu v Praze-Malé straně.

### Ztracená a znovuobnovená díla
Řada Březových soch byla zničena během druhé světové války (Nové Zámky) nebo za komunistického režimu (T.G. Masaryk v Bučovicích, M.R. Štefánik (1937) v Chrastu u Chrudimi a Myjavě).
Za války byl patrně zničen dnes nezvěstný Březův kamenný Pomník dvěma popraveným příslušníkům 33. pěšího pluku „Doss´ Alto“, který stál v areálu bývalých kasáren 33. pěšího pluku v Chebu. Fotografie sousoší se zachovala jako dobová pohlednice, sádrový model je ve sbírce Městského muzea a galerie v Poličce.
Jiná díla měla dramatický osud – např. kamenná socha T.G. Masaryka v Dobrovici (1927) byla za války ukryta, ale roku 1942 zničena, po válce roku 1947 znovu vytvořena v bronzu a odhalena, odstraněna komunisty v roce 1959, znovu instalována roku 1968, sejmuta 1973, zachráněna dělníky ve slévárně před roztavením a definitivně, již počtvrté, odhalena roku 1990.
Dobrovice: příběh Pomníku T.G. Masaryka
Identická socha T.G. Masaryka je součástí Pomníku obětem válek v Přívorech.

### Výstavy (výběr)
- 1928 Výstava soudobé kultury v Brně
- Od 1929 členské výstavy Umělecké besedy v Praze
- 1932 Klub výtvarných umělců Aleš
- 1939 Národ svým výtvarným umělcům, Praha
- 1940 Národ svým výtvarným umělcům, Praha
- 1941 Národ svým výtvarným umělcům, Praha
- 1942 Národ svým výtvarným umělcům, Praha
- 1943 Národ svým výtvarným umělcům, Praha
- 1949 Pražský Aleš 1949: XXIII. Členská výstava. Pavilon JUV na Příkopě, Praha
- 1995 Sto let výtvarné kultury Olomoucka 1889 - 1989, stálá expozice, Muzeum umění Olomouc